# Günter Nehm
Günter Nehm (* 12. Juni 1926 in Wattenscheid; † 11. Februar 2009 in Recklinghausen) war ein humoristischer Dichter und Wortspieler.

## Leben
Günter Nehm wuchs in Clausthal und Aachen auf. Ab 1943 war er Luftwaffenhelfer. Nach dem Krieg arbeitete er im Straßenbau, in der Landwirtschaft und im Bergbau. Von 1949 bis 1953 studierte er Bergbau mit Diplomabschluss, anschließend war er bei verschiedenen Bergwerksgesellschaften im Ruhrgebiet tätig, hauptsächlich als Aufbereiter im Steinkohlenbergbau, und bis zu seinem Ruhestand 1983 in verschiedenen Positionen, zuletzt als Leiter der Qualitätsstelle.
Ab 1975 veröffentlichte Günter Nehm zahlreiche Gedichtbände, zunächst vor allem mit komischen und nachdenklichen Gedichten im Stile der großen humoristischen Dichter, nach seinem Ruhestand zunehmend mit Sprachakrobatik wie Abecedarius, Anagramm, Palindrom und Schüttelreim – z. B. „Böse Diebe klauten Waren. Böse die Beklauten waren.“ –, worin er als Meister seines Faches gilt.
Größere Bekanntheit erlangte er vor allem durch die CD Nonsens, auf der Lutz Görner Gedichte von Nehm rezitiert, und das von Robert Gernhardt zusammengestellte Buch Verspektiven.
Er war verheiratet und Vater von drei Kindern.

## Werke
- … oder ich freß dich und andere Biestereien, illustriert von Detlev Mahlo,  r. raith verlag, Emden 1975
- Pfusch und fauler Zauber, little tree Verlag Gerhard Winter, Essen 1987
- Gedichte für Kinder: Zum Vorlesen und Lachen, illustriert von Ralf Fütterer, Thales-Verlag, Essen 1991
- Reden in Reimen: Fundgrube für Verlegenheitsdichter (Gratulationsgedichte), Thales-Verlag, Essen 1991
- Wilhelm Busch in Schüttelreimen: Max und Moritz, Hans Huckebein der Unglücksrabe, Verlag Lax, Hildesheim 1995
- Wilhelm Busch in Schüttelreimen: Knopp-Trilogie, Verlag Lax, Hildesheim 1998
- Laura und Leopold liebten sich lüstern, little tree Verlag Gerhard Winter, Essen 1996
- Wilhelm Busch in Schüttelreimen: Max und Moritz, Hans Huckebein der Unglücksrabe, MultiLingua Verlag, Bochum 2002
- Nonsens. Gedichte von Günter Nehm für Leute mit Kleinhirndefekt (CD, gesprochen von Lutz Görner), Naxos, 2001
- Gedanken und Erkenntnisse des Dichters Reimund Prosa, MultiLingua Verlag, Bochum, 2002
- Verspektiven, ausgewählt von Robert Gernhardt,  Fischer Taschenbuch Verlag, Frankfurt am Main 2006